# Loppersum (gmina)
Loppersum – miasto i gmina w Holandii, w prowincji Groningen.
Gmina składa się z 28 miejscowości: Eekwerd, Eekwerderdraai, Eenum, Fraamklap, Garrelsweer, Garsthuizen, Hoeksmeer, Honderd, Huizinge, Kolhol, Leermens, Lutjerijp, Lutjewijtwerd, Merum, Middelstum, Oosterwijtwerd, Startenhuizen, Stedum, Stork, Toornwerd, Westeremden, Westerwijtwerd, Wirdum, Wirdumerdraai, ’t Zandt, Zeerijp oraz Zijldijk.